# Казарма гарнизонного батальона (корпус 10)
Казарма гарнизонного батальона (с 1953 по 2009 год — штаб 22-й гвардейской армии) — памятник градостроительства и архитектуры регионального значения в Нижнем Новгороде. Здание построено в 1797—1806 годах, по проекту губернского архитектора Я. А. Ананьина в стиле русского классицизма.                
Дом, выстроенный в период перепланировки города по первому регулярному плану, входит в архитектурный ансамбль Нижегородского кремля и фиксирует южную сторону плац-парадной площади.                     

## История

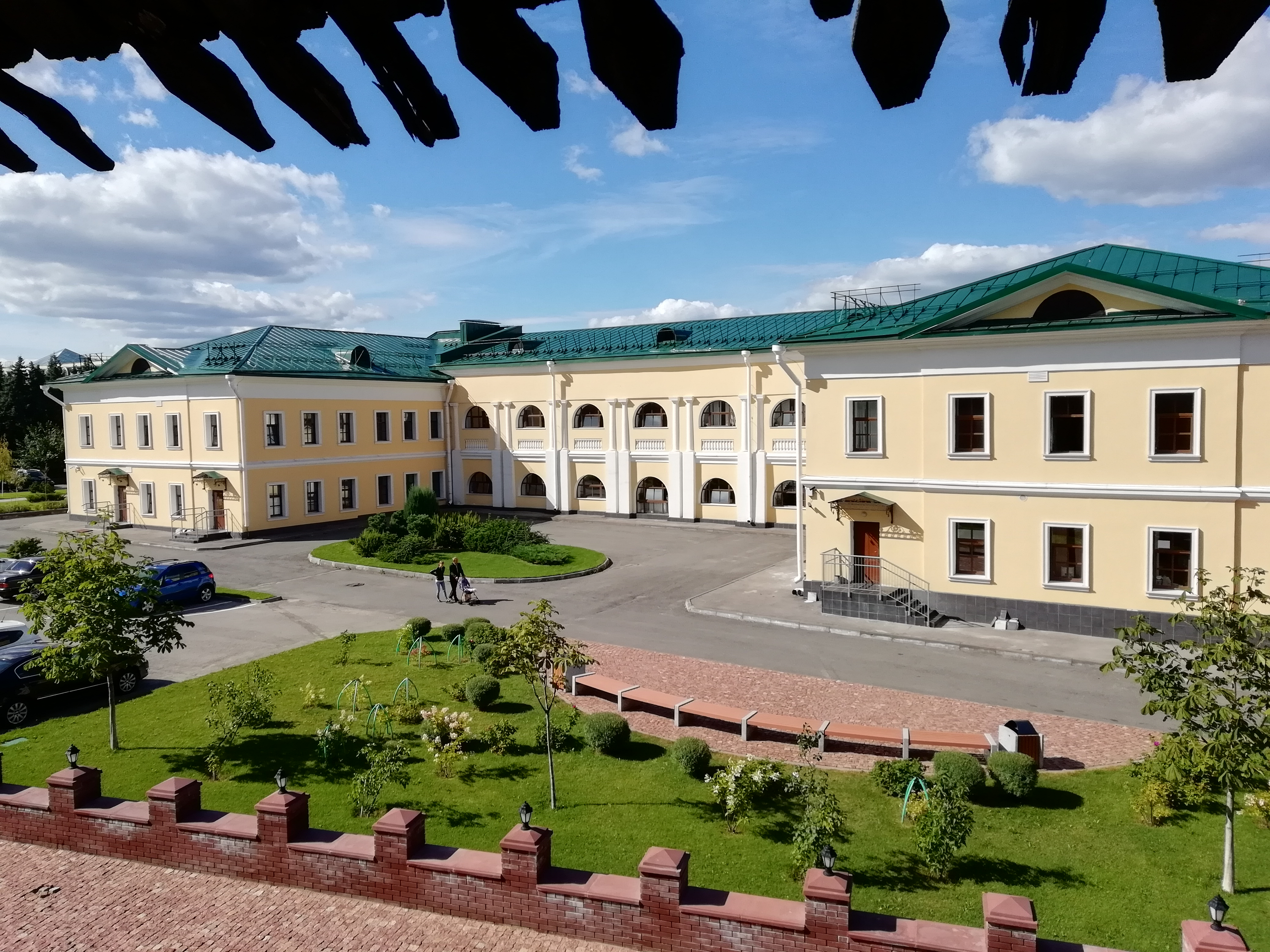
Вид на южный фасад здания со стены кремля

В период перепланировки Нижнего Новгорода на основе первого регулярного плана в последней трети XVIII века, в западной части Нижегородского кремля велось возведение нового ансамбля административной плац-парадной площади. В 1797—1806 годах в соответствии с указом императора Павла I были построены две казармы для семей офицеров гарнизонного батальона: одна — на южной стороне плац-парадной площади, другая — около вице-губернаторского дома. Проект зданий составил губернский архитектор Я. А. Ананьин, а строительные работы проводил машинного дела мастер И. И. Немейер.
Здания казарм перестраивались в 1820-е годы. На сохранившемся рисунке архитектора А. Мельникова 1825 года видно, что главный фасад казарм имел три фронтона: центральный укрупнённый и два боковых. На панораме кремля 1827 года фронтоны уже отсутствовали.
На фиксационном плане Нижнего Новгорода 1853 года корпус имел П-образное строение, сохранившееся до настоящего времени. В течение XIX века здание использовалось по назначению. Согласно данным краеведа Н. И. Храмцовского 1859 года: «До 1827 года его занимал батальон кантонистов, ныне помещается в нём музыкантская стрелкового полка, мастерские и команда нижегородского арсенала». В советский период казарма использовалась как административное здание. Позже в нём разместился нижегородский гарнизон.
На северном фасаде установлены две мемориальные доски:
- «В этом здании с 1953 г. по 2009 г. размещались управление и штаб 22 гвардейской, Кёнигсбергской, Краснознаменной, Общевойсковой Армии (13 гвардейского Стрелкового Корпуса)».
- «Отсюда ушла к Западной границе и вступила в кровопролитный бой 17 Горьковская Краснознамённая дивизия под командованием генерал-майора Бацанова Т. К. (1894—1941)».

На восточной стене здания установлена ещё одна памятная доска: «В этом здании в 1962—1966 гг. работал Герой Советского Союза генерал-лейтенант Ивлиев Иван Дмитриевич».
В настоящее время в здании бывшего штаба располагаются Министерства культуры и спорта, контрольно-счётная Палата, избирательная комиссия Нижегородской области, а также региональное управление проектами и организации массовых мероприятий «Центр 800». В 2020 году корпус стали освобождать от размещения органов исполнительной власти. Предполагается, что здесь будет открыт музей.